# 奧馬·貝拉達
奧馬·貝拉達 （英語：Omar Berrada；1978年4月18日—），法國商人，現時為英格蘭足球超級聯賽球會曼聯行政總裁。

## 早期生活及教育
貝拉達出生於巴黎，在美國長大，父母是摩洛哥人。他曾短暫就讀麻薩諸塞州的一所大學，打算攻讀工程學位，但在六個月後退學。2001年，18歲的他移居巴塞隆拿，主要原因是渴望在歐洲生活，以及支持巴塞隆拿足球會。後來，他從西班牙的歐洲商學院畢業，獲得工商管理學位。

## 生涯
貝拉達進入足球界之前，曾在電訊業工作，他的職業生涯始於Tessellis公司，他在那裡首次遇到一些機會，後來引領他進入體育界。2004年，他被巴塞隆拿足球會新任市場總監（前Tiscali西班牙行政總裁）招募，擔任球會市場經理。貝拉達在球會待到2011年，這段時間恰逢執教，和也參與其中。
2011年，貝拉達經倫敦獵頭公司接洽後加盟曼城。最初，他領導球會的國際業務部門，負責組織季前巡迴賽，並管理區域合作夥伴關係。不久，他被提拔為合作夥伴關係總監，與以城市足球集團行政總裁身份加入球會的索里亞諾緊密合作。2016年，貝拉達被任命為營運總監，並從倫敦遷至曼徹斯特。他擔任營運總監期間，負責曼城的日常營運，並被視為索里亞諾的重要副手。
雖然，貝拉達的職責主要集中在行政管理上，但他開始協助體育總監貝吉里斯坦營運足球，包括買入球員。2018年，他參與的轉會，據報道還參與了最終的合約談判。2020年，貝拉達被任命為足球營運總監，標誌著他從商業職責轉向直接參與足球相關事務，包括招募策略。
據《The Athletic》報道，貝拉達在2023年曾與球隊接洽，但他當時仍效力曼城 。2024年，他被任命為曼聯行政總裁，一些媒體描述他為「曼聯首位外部聘請的行政總裁」。

## 個人生活
貝拉達在Tiscali電訊公司工作時認識妻子。